# Кройдън (дворец)
Дворецът „Кройдън“, в град Кройдън (Голям Лондон) е бил лятната резиденция на архиепископа на Кентърбъри повече от 500 години.
Редовни посетители на двореца са били Хенри III и кралица Елизабет I. Днес е известен като 'Стария дворец', чиито сгради все още се използват за независимо девическо училище.